# Neuchâtel (stad)
Neuchâtel (Duits: Neuenburg) is de hoofdstad van het gelijknamige Zwitsers kanton Neuchâtel.
De gemeente heeft ongeveer 33.600 inwoners (2014), ligt op 430 meter hoogte en omvat 1805 hectare (18,05 km²).
De stad ligt direct aan het meer van Neuchâtel.
De stad bezit uitgebreide culturele mogelijkheden. Bezienswaardigheden zijn: het kasteel, de promenade langs het meer, de haven en het stadhuis.

## Geschiedenis
In 1011 werd de stad de eerste keer in de literatuur genoemd, wanneer het gebouw met de naam Novum Castellum (nieuw kasteel) door de bourgondische koning Rudolph III aan zijn vrouw wordt geschonken.
In 2002 was Neuchâtel een van de gaststeden van Expo.02. De stad is ook bekend vanwege de horlogeindustrie, en omdat een type kaasfondue naar de stad is vernoemd. Voorts werden de Marlborosigaretten hier vanaf 1924 gemaakt.
Neuchâtel was de hoofdplaats van het gelijknamige district tot op 31 december 2017 de districten van het kanton Neuchâtel werden opgeheven. Op 1 januari 2021 gingen de gemeenten Corcelles-Cormondrèche, Peseux en Valangin op in de gemeente Neuchâtel, die daardoor La Chaux-de-Fonds, in hetzelfde kanton, afloste als derde grootste Franstalige stad van Zwitserland.

## Sport
Neuchâtel Xamax 1912 is de professionele voetbalclub van de stad en speelt haar wedstrijden in het Stade La Maladiere. De club werd in 1987 en 1988 Zwitsers landskampioen.
Neuchâtel was één keer etappeplaats in de wielerkoers Ronde van Frankrijk. In 1998 won de Belg Tom Steels er een rit. Neuchâtel is daarnaast regelmatig etappeplaats in de etappekoers Ronde van Romandië.

## Geboren
- Emer de Vattel, (1714-1767), jurist
- Abraham Louis Breguet (1747-1823), horlogemaker en uitvinder
- Jean-Frédéric Chaillet (1747-1839), botanicus, mycoloog, lichenoloog
- Jean-Pierre de Chambrier d'Oleyres (1753-1822), baron, diplomaat
- Louis Fauche-Borel (1762-1829), uitgever, royalist en spion
- Adèle de Pierre (1800-1890), gouvernante en vertaalster
- Bernard de Gélieu (1828-1907), Zwitsers militair in dienst van Pruisen
- Antoine Borel (1840-1915), bestuurder en diplomaat
- Philippe Godet (1850-1922), advocaat, journalist, hoogleraar Franse literatuur
- Henri Secretan (1856-1916), arts en chirurg
- Alice de Chambrier (1861-1882), schrijfster
- Nancy-Marie Vuille (1867-1906), schrijfster en vertaalster
- Hermann Barrelet (1879-1964), Frans roeier
- Auguste Bachelin (1830-1890), kunstschilder, tekenaar, kunstcriticus, romanschrijver, politicus en historicus
- Jeanne Morgenthaler (1885-1972), schermster, olympisch deelneemster
- Jean Piaget (1896-1980), ontwikkelingspsycholoog
- Dorette Berthoud (1888-1975), schrijfster en journaliste
- Max Abegglen (1902-1970), voetballer
- Gérard Bauer (1907-2000), diplomaat
- André Abegglen (1909-1944), voetballer
- Alfred Schnegg (1912-1989), kantonnaal archivaris
- Denise Berthoud (1916-2005), advocate, bestuurder en feministe
- Silvia Grandjean (1934), kunstschaatsster, Europees kampioene en olympisch deelneemster
- Paule d'Arx (1959), onderwijzeres, schrijfster en literatuurcritica
- Yves Rossy (1959), piloot en uitvinder (vloog in 2008 als levend vliegtuig als eerste Het Kanaal over)
- Philippe Bauer (1962), politicus
- Raphaël Comte (1979), politicus
- Steve von Bergen (1983), voetballer
- Anita van Eijk (1969), echtgenote van de Nederlandse prins Pieter-Christiaan van Oranje-Nassau, Van Vollenhoven
- Robert Miles (1969), Zwitsers-Italiaanse dj, muziekproducent, muzikant en componist
- Loïc Meillard (1996), alpinskiër
- Mélanie Meillard (1998), alpineskiester

## Overleden
- Julie Bondeli (1732-1778), salonnière
- Louis Fauche-Borel (1762-1829), uitgever, royalist en spion
- Jean-Frédéric Chaillet (1747-1839), botanicus, mycoloog, lichenoloog
- Fritz Courvoisier (1799-1854), militair, politicus en horlogemaker
- Alice de Chambrier (1861-1882), schrijfster
- Marie Humbert-Droz (1819-1888), gouvernante, redactrice en feministe
- Adèle de Pierre (1800-1890), gouvernante en vertaalster
- Aimé Humbert-Droz (1819-1900), onderwijzer, reiziger, etnograaf, rector en politicus
- Philippe Godet (1850-1922), advocaat, journalist, hoogleraar Franse literatuur
- Max Pestalozzi (1857-1925), hoog spoorwegambtenaar en schaakkampioen
- Jaqueline Lozeron (1910-1957), historica
- Eugène Ryter (1890-1973), gewichtheffer, Olympisch medaillewinnaar
- Dorette Berthoud (1888-1975), schrijfster en journaliste
- Gabrielle Berthoud (1907-1987), historica en onderwijzeres
- Friedrich Dürrenmatt (1921-1990), schrijver en schilder
- Sophie Piccard (1904-1990), wiskundige en hooglerares
- Gérard Bauer (1907-2000), diplomaat
- Tilo Frey (1923-2008), Kameroens-Zwitsers politica
- Pierrette Favarger (1924-2015), keramiste

## Partnersteden
- Aarau (Zwitserland)